# Ленінська районна рада
Ле́нінська райо́нна ра́да — орган місцевого самоврядування Ленінського району Автономної Республіки Крим. Розміщується в селищі міського типу Леніне, котре є адміністративним центром Ленінського району.
З 15 квітня 2014 року районна рада тимчасово не виконує обов'язки через окупацію Автономної Республіки Крим Російською Федерацією.

## Склад ради

### VI скликання
Рада складається з 54 депутатів, з них половина — обрані в одномандатних мажоритарних виборчих округах та половина — в багатомандатному виборчому окрузі.
Останні вибори до районної ради відбулись 31 жовтня 2010 року. Найбільше депутатських мандатів отримала Партія регіонів — 40 (23 — в одномандатних округах та 17 — в багатомандатному окрузі). Партія «Союз» та Всеукраїнське об'єднання «Батьківщина» — по 3 (по 1-му — в одномандатних та по 2 — в багатомандатному округах), Комуністична партія України та Народний рух України здобули по 2 депутатських місця (в багатомандатному окрузі), Народна партія та Союз лівих сил — по 1-му (одномандатні округи), «Руська Єдність» та «Сильна Україна» — по 1-му мандатові в багатомандатному виборчому окрузі.

#### Голова
Головою ради було обрано депутата від Партії регіонів Анатолія Петріщева, голову цієї ж ради попереднього скликання.
Голова Ленінської районної ради Петріщев Анатолій Дмитрович включений до бази «Миротворця» як особа, що балотувалась до органів окупаційної влади Російської Федерації в 2014 році.